# Brandon Henschel
Brandon Nicholas Henschel (ur. 24 stycznia 1981 w Lakeside) – amerykański tancerz i aktor. Występował z takimi gwiazdami estrady jak Britney Spears, Mariah Carey, Taylor Swift, Beyoncé i Carrie Underwood.

## Życiorys
Urodził się w Lakeside w Kalifornii jako syn Arta i Reney Henchel. Ma dwóch braci - Travisa i Seana oraz siostrę Aubrey. 
Początki kariery aktorskiej Henschela sięgają, gdy miał zaledwie 14 lat. Pracował na Broadwayu jako choreograf wyszkolony w balecie klasycznym, hip-hopie, jazzie i tańcu współczesnym. Tańczył w komedii Dziewczyny z drużyny (Bring It On, 2000), komedii romantycznej Briana Levanta Flintstonowie: Niech żyje Rock Vegas! (The Flintstones in Viva Rock Vegas, 2000), sitcomie The WB Nikki (2000-2002) z Nikki Cox i programie ABC The Wayne Brady Show (2000-2002) i familijnej komedii muzycznej Country Miśki (The Country Bears, 2002) z Christopherem Walkenem. Pojawił się na kinowym ekranie jako facet w barze w komedii Crossroads – Dogonić marzenia (Crossroads, 2002) z Britney Spears, Kim Cattrall i Danem Aykroydem. 
Wystąpił w jednym z odcinków serialu telewizyjnego ABC Siódme niebo (7th Heaven, 2002) jako przyjaciel Cecilii Smith (Ashlee Simpson), a także w komedii romantycznej Justin i Kelly (From Justin to Kelly, 2003), komedii Martina Bresta Gigli (2003) z Benem Affleckiem i Jennifer Lopez, komedii romantycznej fantasy Dziś 13, jutro 30 (13 Going On 30, 2004), komedii sensacyjnej Starsky i Hutch (Starsky & Hutch, 2004) z Benem Stillerem i Owenem Wilsonem, filmie fabularno-animowanym Joe Dantego Looney Tunes znowu w akcji (Looney Tunes: Back in Action, 2003) oraz jako Jay Kelter w dreszczowcu Pazury: Legenda Sasquatcha (Clawed: The Legend of Sasquatch, 2006) with Cooperem Huckabee. W 2006 grał na scenie w musicalu biblijnym Dziesięć przykazań (The Ten Commandments) u boku Vala Kilmera i Adama Lamberta.
W serialu muzycznym CBS Viva Laughlin (2007) z Lloydem Owenem został obsadzony w roli strażnika. Tańczył w programie NBC Tony Bennett: An American Classic (2006-2007), komediodramacie romantycznym 500 dni miłości ((500) Days of Summer, 2009) z Josephem Gordonem-Levittem, komedii Dziewczyny z drużyny 5 (Bring It On: Fight to the Finish, 2009), dramacie biograficznym Stevena Soderbergha Wielki Liberace (Behind the Candelabra, 2013), sitcomie FOX Mulaney (2014) i komedii Setha MacFarlane'a Ted 2 (2015) z Markiem Wahlbergiem. Pełnił funkcję choreografa w operze mydlanej NBC Dni naszego życia (Days of Our Lives, 2011-2013) i był kelnerem w serialu CBS Millerowie (The Millers, 2015).
Brał udział w światowym tournée Kylie Minogue, teledysku Britney Spears do piosenki „Oops!... I Did It Again” (2000) i wideoklipie do utworu Jessiki Simpson „I Wanna Love You Forever” (2000). Pracował jako model dla Abercrombie & Fitch, Nine West i EZ Spirits, a także w reklamach - eBay, restauracji Jack in the Box, Pepsi, RadioShack, Mervyn's i Old Navy.

## Życie prywatne
7 czerwca 2006 ożenił się z Melissą Schuman, z którą ma syna Elina Elijaha (ur. 18 lipca 2010).